# Palau de Santa Eulàlia
Palau de Santa Eulàlia ist eine katalanische Gemeinde (municipio) mit 136 Einwohnern (Stand: 2024) in der Provinz Girona im Nordosten Spaniens. Sie liegt in der Comarca Alt Empordà. Die Gemeinde besteht neben dem Hauptort Santa Eulàlia aus der Ortschaft Palau. 

## Lage
Palau de Santa Eulàlia liegt etwa 24 Kilometer nordnordöstlich von Girona auf einer Höhe von ca. 85 m. Der Río Fluvià begrenzt die Gemeinde im Süden. 

## Bevölkerungsentwicklung
| Jahr      | 1960 | 1970 | 1981 | 1991 | 2001 | 2011 | 2021 |
| Einwohner | 158  | 109  | 90   | 81   | 80   | 105  | 111  |

## Sehenswürdigkeiten
- Burganlage von Sant Mori
- Stephanuskapelle in Palau
- Eulalienkirche in Santa Eulàlia